# Seznam dílů seriálu Muzikál ze střední: Seriál
Toto je seznam dílů seriálu Muzikál ze střední: Seriál.

## Přehled řad
| Řada | Díly | Premiéra na Disney+ | Premiéra na Disney+ |
| Řada | Díly | První díl           | Poslední díl        |
| ---- | ---- | ------------------- | ------------------- |
| 1    | 10   | 8. listopadu 2019   | 10. ledna 2020      |
| 2    | 12   | 14. května 2021     | 30. července 2021   |
| 3    | 8    | 27. července 2022   | 14. září 2022       |
| 4    | 8    | 9. srpna 2023       | 9. srpna 2023       |

## Seznam dílů

### První řada (2019–2020)
| Č. v seriálu | Č. v řadě | Původní název      | Český název       | Režie                              | Scénář                    | Premiéra na Disney+ |
| ------------ | --------- | ------------------ | ----------------- | ---------------------------------- | ------------------------- | ------------------- |
| 1            | 1         | The Auditions      | Konkurz           | Tamra Davis                        | Tim Federle               | 8. listopadu 2019   |
| 2            | 2         | The Read-Through   | Čtená zkouška     | Tamra Davis                        | Oliver Goldstick          | 15. listopadu 2019  |
| 3            | 3         | The Wonderstudies  | Náhradníci        | Tamra Davis                        | Zach Dodes                | 22. listopadu 2019  |
| 4            | 4         | Blocking           | Blokování         | Chad Lowe                          | Margee Magee              | 29. listopadu 2019  |
| 5            | 5         | Homecoming         | Školní ples       | Joanna Kerns                       | Tim Federle               | 6. prosince 2019    |
| 6            | 6         | What Team?         | Kdo jsme?         | Kimberly McCollough a Joanna Kerns | Oliver Goldstick          | 13. prosince 2019   |
| 7            | 7         | Thanksgiving       | Díkůvzdání        | Kimberly McCollough                | Ann Kim                   | 20. prosince 2019   |
| 8            | 8         | The Tech Rehearsal | Technická zkouška | Joanna Kerns                       | Natalia Castells-Esquivel | 27. prosince 2019   |
| 9            | 9         | Opening Night      | Premiéra          | Kabir Akhtar                       | Oliver Goldstick          | 3. ledna 2020       |
| 10           | 10        | Act Two            | Druhé jednání     | Kabir Akhtar                       | Tim Federle               | 10. ledna 2020      |

### Druhá řada (2021)
| Č. v seriálu | Č. v řadě | Původní název      | Český název     | Režie                              | Scénář                    | Premiéra na Disney+ |
| ------------ | --------- | ------------------ | --------------- | ---------------------------------- | ------------------------- | ------------------- |
| 11           | 1         | New Year's Eve     | Nový rok        | Kimberly McCullough                | Tim Federle               | 14. května 2021     |
| 12           | 2         | Typecasting        | Škatulkování    | Kimberly McCullough                | Ann Kim                   | 21. května 2021     |
| 13           | 3         | Valentine's Day    | Valentýn        | Paul Hoen                          | Zach Dodes                | 28. května 2021     |
| 14           | 4         | The Storm          | Bouřka          | Paul Hoen                          | Ritza Bloom               | 4. června 2021      |
| 15           | 5         | The Quinceañero    | Quinceanero     | Kimberly McCollough                | Emilia Serrano            | 11. června 2021     |
| 16           | 6         | Yes, And...        | A Ano           | Kimberly McCollough                | Ilana Wolpert             | 18. června 2021     |
| 17           | 7         | The Field Trip     | Exkurze         | Paul Hoen                          | Carrie Rosen              | 25. června 2021     |
| 18           | 8         | Most Likely To     | Volby           | Paul Hoen                          | Nneka Gerstle             | 2. července 2021    |
| 19           | 9         | Spring Break       | Jarní prázdniny | Brent Geisler                      | Natalia Castells-Esquivel | 9. července 2021    |
| 20           | 10        | The Transformation | Proměna         | Joanna Kerns                       | Jessica Leventhal         | 16. července 2021   |
| 21           | 11        | Showtime           | Jdeme na to!    | Joanna Kerns                       | Zach Dodes                | 23. července 2021   |
| 22           | 12        | Second Chances     | Druhé šance     | Kimberly McCullough a Joanna Kerns | Zach Dodes a Tim Federle  | 30. července 2021   |

### Třetí řada (2022)
| Č. v seriálu | Č. v řadě | Původní název                    | Český název                        | Režie               | Scénář                    | Premiéra na Disney+ |
| ------------ | --------- | -------------------------------- | ---------------------------------- | ------------------- | ------------------------- | ------------------- |
| 23           | 1         | Happy Campers                    | Táborníci                          | Kimberly McCullough | Zach Dodes                | 27. července 2022   |
| 24           | 2         | Into the Unknown                 | Do neznáma dál                     | Kimberly McCullough | Ilana Wolpert             | 3. srpna 2022       |
| 25           | 3         | The Woman in the Woods           | Žena v lese                        | Angela Tortu        | Natalia Castells-Esquivel | 10. srpna 2022      |
| 26           | 4         | No Drama                         | Žádný drama                        | Angela Tortu        | Nneka Gerstle             | 17. srpna 2022      |
| 27           | 5         | The Real Campers of Shallow Lake | Opravdoví táborníci z Shallow Lake | Ann Marie Pace      | Jessica Leventhal         | 24. srpna 2022      |
| 28           | 6         | Color War                        | Válka barev                        | Christine Lakin     | Chandler Turk             | 31. srpna 2022      |
| 29           | 7         | Camp Prom                        | Táborový ples                      | Kimberly McCullough | Zach Dodes                | 7. září 2022        |
| 30           | 8         | Let It Go                        | Najednou                           | Kimberly McCullough | Tim Federle               | 14. září 2022       |

### Čtvrtá řada (2023)
| Č. v seriálu | Č. v řadě | Původní název         | Český název                               | Režie               | Scénář                    | Premiéra na Disney+ |
| ------------ | --------- | --------------------- | ----------------------------------------- | ------------------- | ------------------------- | ------------------- |
| 31           | 1         | High School Musical 4 | Muzikál ze střední 4                      | Hisham Abed         | Tim Federle               | 9. srpna 2023       |
| 32           | 2         | HSM v. HSM            | Muzikál ze střední vs. Muzikál ze střední | Kimberly McCullough | Ilana Wolpert             | 9. srpna 2023       |
| 33           | 3         | A Star Is Reborn      | Znovuzrodila se hvězda                    | Kimberly McCullough | Ann Kim                   | 9. srpna 2023       |
| 34           | 4         | Trick or Treat        | Koleda                                    | Ann Marie Pace      | Elisabeth Kiernan Averick | 9. srpna 2023       |
| 35           | 5         | Admissions            | Přiznání                                  | Ann Marie Pace      | Nneka Gerstle             | 9. srpna 2023       |
| 36           | 6         | Trust the Process     | Důvěřuj procesu                           | Kimberly McCullough | Chandler Turk             | 9. srpna 2023       |
| 37           | 7         | The Night of Nights   | Noc nocí všech                            | Kimberly McCullough | Zach Dodes                | 9. srpna 2023       |
| 38           | 8         | Born to Be Brave      | Odvahu mám                                | Tim Federle         | Tim Federle               | 9. srpna 2023       |

## Speciály
| Původní název                                             | Režie            | Premiéra na Disney+ |
| --------------------------------------------------------- | ---------------- | ------------------- |
| High School Musical: The Musical: The Series: The Special | Clayton Cogswell | 14. prosince 2019   |
| High School Musical: The Musical: The Holiday Special     | Tim Federle      | 11. prosince 2020   |